# Reacció de Reimer-Tiemann
La reacció de Reimer-Tiemann és una reacció orgànica usada per l'orto-formilació de fenols. En el cas més simple es forma salicilaldehid.

## Mecanisme de reacció
El cloroform (1) reacciona amb una base forta per donar el carbanió del cloroform (2), que ràpidament elimina un àtom de clor, formant el diclorocarbè (3). El diclorocarbè s'uneix en la posició orto del fenòxid (5) per donar un fenol diclorometil-substituït (7). Després d'una hidròlisi bàsica, es forma el producte final (9).